# Hochschule Lillehammer

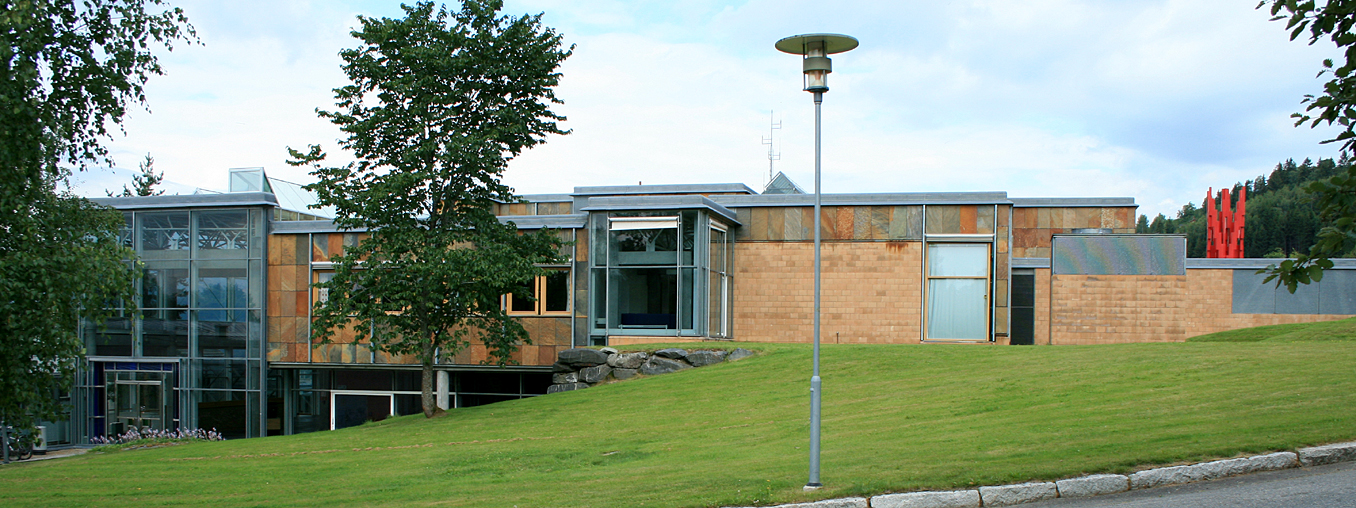
Hochschule Lillehammer

Die Hochschule Lillehammer (norwegisch: Høgskolen i Lillehammer) – kurz HiL – war eine staatliche Hochschule in der norwegischen Stadt Lillehammer mit 3000 Studenten und 250 wissenschaftlichen Angestellten. Die Hochschule Lillehammer wurde 1971 gegründet und gliederte sich in 4 Fakultäten. Die Hochschule wurde 2017 mit der Hochschule Hedmark fusioniert.